# تشارلز دبليو. بيرغر
تشارلز دبليو. بيرغر هو سياسي أمريكي، ولد في 12 يناير 1936 في Mary Helen, Kentucky ‏ في الولايات المتحدة. انتخب عضو مجلس ولاية كنتاكي ‏.